# 格雷斯萊克 (伊利諾伊州)
格雷斯萊克（英語：Grayslake）是位於美國伊利諾伊州萊克縣的一個村落。

## 地理
格雷斯萊克的座標為42°20′54″N 88°01′57″W / 42.34833°N 88.03250°W，而該地最高點為海拔高度237米（即778英尺）。

## 人口
根據2010年美國人口普查的數據，格雷斯萊克的面積為29.03平方千米，當中陸地面積為28.45平方千米，而水域面積為0.58平方千米。當地共有人口20957人，而人口密度為每平方千米721人。